# Longeau
Longeau är en ort i Belgien.   Den ligger i provinsen Luxemburg och regionen Vallonien, i den sydöstra delen av landet, 180 km sydost om huvudstaden Bryssel. Longeau ligger 272 meter över havet och antalet invånare är 673.
Terrängen runt Longeau är huvudsakligen platt. Longeau ligger nere i en dal. Närmaste större samhälle är Arlon, 11,8 km norr om Longeau. 
Omgivningarna runt Longeau är en mosaik av jordbruksmark och naturlig växtlighet. Runt Longeau är det tätbefolkat, med 735 invånare per kvadratkilometer.